# Charlotte Riddell
Charlotte Eliza Lawson Riddell (* 30. September 1832 in Carrickfergus, County Antrim; † 24. September 1906 in Hounslow, London) war eine einflussreiche irische Schriftstellerin in der Viktorianischen Zeit. Sie war Autorin von mehr als dreißig Büchern, zahlreichen Erzählungen sowie Kurzgeschichten und war außerdem Miteigentümerin und Herausgeberin des St. James’s Magazine, einer bedeutenden Literaturzeitschrift der 1860er Jahre in London.
Sie publizierte unter dem Pseudonym F. G. Trafford und unter den Initialen ihres Ehemannes als Mrs J. H. Riddell.

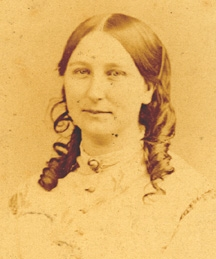
Charlotte Riddell 1875

## Leben
Charlotte Cowan (später Riddell) war die jüngste Tochter von James Cowan, High Sheriff des County Antrim in Irland, und dessen englischer Frau Ellen Kilshaw.
Die Familie ihres Vaters war gut situiert und sie verbrachte ihre frühe Kindheit in einer durchaus luxuriösen Villa mit weitläufigem Gelände. Sie las schon als junges Mädchen sehr viel, schrieb Gedichte und stellte bereits im Alter von fünfzehn Jahren einen vollständigen Roman fertig. Als sie circa 21 Jahre alt war, starb ihr Vater und hinterließ seiner Familie hohe Schulden. Infolgedessen kümmerte sich Charlotte Cowan um ihre kranke Mutter, bevor sie 1855, während eines ungewöhnlich kalten Winters, mit ihr nach London zog, in der Hoffnung sich dort als Schriftstellerin ihren Lebensunterhalt verdienen und so die Schulden ihres Vaters abbezahlen zu können. Tagsüber versuchte sie ihre Werke verschiedenen Verlegern zu verkaufen, abends schrieb sie stundenlang bei Kerzenlicht und in spärlich beheizten Räumen. Die Erfahrungen, die Charlotte Cowan in ihrem ersten Winter in London machte, verarbeitete sie später in ihrem vierten Roman The Rich Husband (1858), in welchem Mrs. Judith Mazingford von ihrem Zuhause und ihrem Mann wegläuft und versucht, sich ihr Geld mit Schreiben zu verdienen.
Kurz nach dem Tod ihrer Mutter, um die sie sich bis zuletzt gekümmert hatte, heiratete Charlotte Cowan 1857 Joseph Hadley Riddell, einen Bauingenieur. Über J. H. Riddell ist nicht viel bekannt, nur dass ihm wohl jeglicher Geschäftssinn fehlte und er ein schlechtes Urteilsvermögen über andere Menschen besaß. Charlotte Riddell schrieb Jahre nach dem Tod ihres Mannes in einem Brief, dass er zwar ein charmanter und intelligenter Mann gewesen war, jedoch vollkommen ungeeignet für ein Geschäftsleben. Aufgrund der Unfähigkeit ihres Mannes in diesem Bereich war sie gezwungen gewesen, die Hauptverdienerin für sie beide – die Ehe blieb kinderlos – zu werden.
Das war auch der Grund, warum Charlotte Riddell selbst stark in die Geschäfte ihres Mannes involviert war; sie verhandelte mit Gläubigern, während sie auch ihre eigenen Aufgaben als Romanautorin und sieben Jahre lang als Redakteurin des St. James’s Magazine wahrnahm.
Diese familiären Verhältnisse spiegeln sich auch in ihrer schriftstellerischen Arbeit wider; einige ihrer Heldinnen befinden sich in ähnlichen Situationen: Sie helfen bei geschäftlichen Entscheidungen (Mary Matson in Too Much Alone), schreiben Handelsbriefe (Beryl in George Geith) oder verhandeln mit groben Gläubigern und Buchhaltern (Dolly in Mortomley’s Estate). J. H. Riddell unterstützte aber auch die schriftstellerische Karriere seiner Frau: Er steuerte technische Informationen zu ihren Geschichten bei, die sich mit mechanischen oder geschäftlichen Angelegenheiten befassten.
1880 starb Joseph H. Riddell und auf Charlotte Riddell kam eine erneute Schuldenserie zu, die sie so gut wie mittellos zurückließ. Charlotte Riddell verpflichtete sich, die Gläubiger ihres Mannes durch ihr Schreiben zu bezahlen, und veröffentlichte bis zu ihrem Tod 1906 mehr als dreißig Bücher, zahlreiche Erzählungen und Kurzgeschichten. Charlotte Riddell war außerdem die erste Schriftstellerin, die eine Pension von der Society of Authors im Jahr 1901 bezog.

### Literarischer Werdegang
Im Viktorianischen Zeitalter zu publizieren, gestaltete sich relativ anders als heutzutage. Es gab viele kleinere Verleger, fast ausschließlich Männer, die Buchhandlungen führten, und die es manchmal wagten, eine kleine Auflage eines Buches zu drucken. Mitunter verkaufte eine Autorin oder ein Autor ein Buch direkt an einen solchen Verleger, häufiger waren jedoch Vereinbarungen zum Schutz des Verlegers, besonders im Falle unbekannter Autorinnen und Autoren: Diese konnten dem Verleger die Kosten auslegen und somit die Edition besitzen, oder möglicherweise einen Prozentsatz des Gewinns akzeptieren, abzüglich der Druckkosten. Vermutlich war es ein Arrangement dieser Art, das schließlich zur Publikation von Riddells erstem Roman, Zuriel’s Grandchild, 1856 führte.
Zuriel’s Grandchild (bestehend aus drei Bänden) erschien im Newby Verlag unter dem Pseudonym R. V. Sparling. Ihren ersten tatsächlichen Erfolg hatte sie dann mit ihrem darauffolgenden Roman The Moors and the Fens (1858), den sie unter einem anderen Pseudonym, nämlich F. G. Trafford, veröffentlichte. Dieser Roman, mit einer Autorin als Heldin, war der eigentliche Beginn ihrer literarischen Karriere.
Riddell verstand schon damals, dass die moderne Autorschaft ein gewisses Maß an Öffentlichkeit erforderte und sich eine rein private, häusliche Sphäre für eine schriftstellerische Karriere nicht eignete. Wie andere ihrer Generation ließ sie sich also für Visitenkarten ablichten und von Zeitschriften wie der Pall Mall Gazette und Lady’s Pictorial interviewen. Mit der Veröffentlichung von George Geith of Fen Court im Jahr 1864 erntete Riddell dann sowohl finanzielle als auch symbolische Anerkennung. Mit der stattlichen Summe von 800 Pfund, die der Verlag Tinsley Brothers für den Kauf des Manuskripts zahlte, ging auch eine deutliche Steigerung des symbolischen Kapitals für Riddell einher. Zeitschriften und Zeitungen verfolgten fortan Riddells Karriere mit wachsendem Interesse und steigender Neugier, auch wenn die Bewertungen ihrer Werke nicht einstimmig positiv ausfielen.
In England wirklich Fuß zu fassen, war für Charlotte Riddell nicht einfach, denn sie hatte zu Beginn nur wenig Geld zur Verfügung und die Aussichten auf schnellen Erfolg im Schreiben waren nicht gut. Diese Erlebnisse verarbeitete sie in ihrem 1883 veröffentlichten Künstlerroman A Struggle for Fame. Dort wird die Geschichte einer irischen Frau erzählt, die nach London aufbricht, um dort als Schriftstellerin die finanziell schwierige Lage ihres Vaters verbessern zu können.

### Höhepunkt ihrer beruflichen Karriere
Basierend auf ihrem Wissen über Handel und Finanzen produzierte Riddell mehrere Romane, die das Schicksal von Einzelpersonen – Fabrikanten, Buchhaltern, Unternehmern, Stadtmännern und ihren Begleiterinnen – erzählen, die den liberalen Traum von Selbstbestimmung in der instabilen Londoner Geschäftswelt verfolgen. Die Verschmelzung von ökonomischem sowie literarischem Schreiben, die das Markenzeichen ihrer schriftstellerischen Arbeit darstellte, galt vielen (Literatur-)Kritikerinnen und -Kritikern zu ihrer Zeit als verpönt. Dennoch war auch unter kritischen Leserinnen und Lesern bald klar, dass Riddell das Genre des Stadtromans besonders gut beherrschte. Schon bald hatte sie den Ruf als Romanautorin der City of London. Charlotte Riddell schrieb aber nicht nur Stadtromane, sondern widmete sich auch dem literarische Genre der Geistergeschichte. Im Viktorianischen Zeitalter gab es einige Schriftstellerinnen und Schriftsteller, die Geistergeschichten verfassten – ein Großteil davon waren Frauen und auch Charlotte Riddell machte sich in diesem Gebiet einen Namen.
Von 1867 bis 1874, während des „goldenen Zeitalters der liberalen Reform“, war Riddell außerdem Herausgeberin und Inhaberin des St. James’s Magazine. Unter ihrer Redaktion widmete die Zeitschrift dem politischen und kulturellen Projekt des Liberalismus verstärkte Aufmerksamkeit. Der Roman, den sie kurz nach Beginn ihrer Karriere als Herausgeberin veröffentlichte, Austin Friars, dreht sich um unterschiedliche Ausformungen des Liberalismus. Während alle Romane Riddells mit Konzepten und Überzeugungen des klassischen Wirtschaftsliberalismus in Bezug stehen, beschäftigt sich Austin Friars genauer mit den Verfahren der Liberalisierung und der Pädagogik der Selbstkultivierung.

## Rezeption und Wirkung

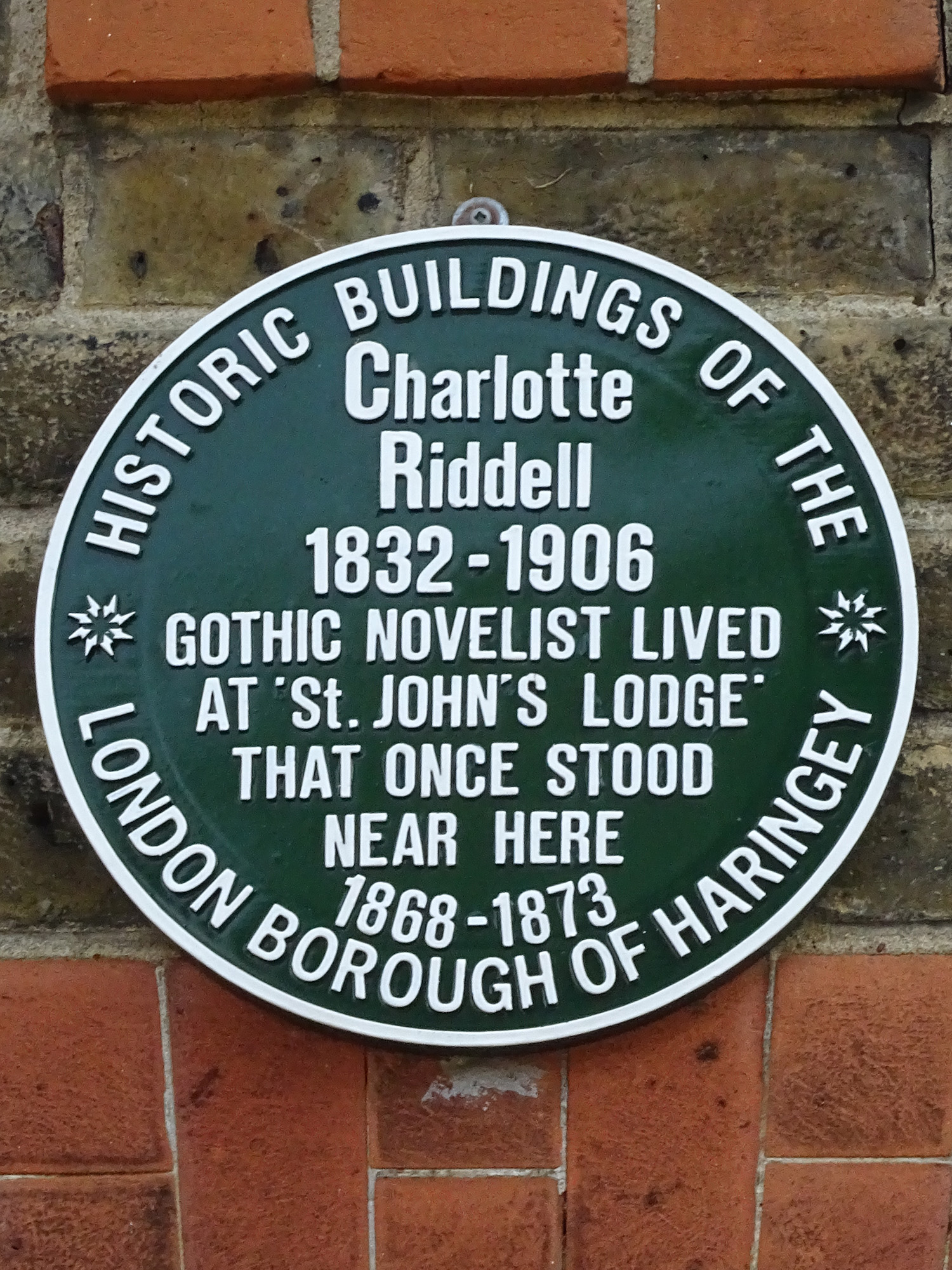
Grüne Plakette aufgestellt am 8. März 2010 im St. Ann’s Hospital, Tottenham

Trotz der Popularität, die sie zu ihren Lebzeiten genoss, hat Charlotte Riddell im wissenschaftlichen Bereich nur wenig Beachtung gefunden. Dennoch ist Riddells Werk vor allem hinsichtlich des Viktorianischen Kapitalismus durchaus relevant. In ihren Romanen nutzt sie ihr Wissen über Handel und Finanzen für die Ausarbeitung der Charakterzüge ihrer Romanfiguren. Die meisten von ihnen versuchen, zu Selbstbestimmtheit in der instabilen Londoner Geschäftswelt zu gelangen.
Charlotte Riddells Medienidentität im 19. Jahrhundert hing hingegen sehr wohl von ihren Romanen über den Handel und das Stadtleben ab, die sie von den frühen 1860er Jahren bis in die 1880er Jahre hinein geschrieben hat und von denen George Geith zweifellos der erfolgreichste war.
Was die Nachwelt selektiv in Erinnerung hat, sind jedoch nicht die damals populären geschäftsorientierten Stadtromane, sondern Riddells sekundäre Produktionslinie: Geistergeschichten und übernatürliche Geschichten. Ihre Geistergeschichten und -romane werden auch heute noch in modernen Ausgaben nachgedruckt und gelesen. Ihre Stadtromane hingegen, mit Ausnahme von A Struggle for Fame (1883), scheinen mehr oder weniger in Vergessenheit geraten zu sein.
Die seit den 1980er Jahren von feministischen Kritikerinnen und Kritikern durchgeführte Aufarbeitung hat Riddells Stadtromane relativ unberührt gelassen, möglicherweise weil ihre Figuren eher Geschäftsmänner als -frauen sind. Angesichts der zentralen Bedeutung wirtschaftlicher Themen in ihren Romanen und des Segments der historischen Realität, das Riddell zu erzählen wählte (die Stadt, die Geschäftswelt), ist es etwas überraschend, dass ihre Romane, die die komplexe Beziehung zwischen Wirtschaft und Viktorianischer Literatur aufzeigen, in der Literaturkritik bisher keine größere Beachtung gefunden haben.
Im November 2014 brachte Tramp Press, ein kleiner unabhängiger irischer Verlag, auf dem Dublin Book Festival den ersten Titel seiner Recovered Voices-Reihe heraus: Charlotte Riddells A Struggle for Fame. Die Entscheidung, Riddells Künstlerroman neu zu veröffentlichen, ist ein Zeichen dafür, dass auch ihre Stadtromane erneut an Anerkennung gewinnen.

## Werke

### Romane
- Zuriel’s Grandchild (1856)
- The Ruling Passion (1857)
- The Moors and the Fens (1857)
- The Rich Husband (1858)
- Too much Alone (1860)
- City and Suburb (1861)
- The World in Church (1862)
- George Geith of Fen Court (1864)
- Maxwell Drewitt (1865)
- Phemie Keller (1866)
- The Race for Wealth (1866)
- Far Above Rubies (1867)
- My First Love (1869)
- Austin Friars (1870)
- Long Ago (1870)
- A Life’s Assize (1871)
- How to Spend a Month in Ireland (1872)
- The Earl’s Promise (1873)
- Home, Sweet Home (1873)
- Fairy Water (1873)
- Mortomley’s Estate (1874)
- The Haunted House at Latchford (oder Fairy Water) (1872)
- The Uninhabited House (1875)
- Above Suspicion (1876)
- The Haunted River (1877)
- Her Mother’s Darling (1877)
- The Disappearance of Jeremiah Redworth (1878)
- Maxwell Drewitt (1879)
- The Mystery in Palace Gardens (1880)
- Alaric Spenceley (1881)
- The Senior Partner (1881)
- A Struggle for Fame (1883)
- Susan Drummond (1884)
- Mitre Court (1885)
- The Government Official (1887)
- The Nun’s Curse (1888)
- Head of the Firm (1892)[20]

### Kurzgeschichten
- Banshee’s Warning (1867)
- A Strange Christmas Game (1868)
- Forewarned, Forearmed (1874)
- Hertford O’Donnell’s Warning (1874)
- Nut Bush Farm (1882)
  - Der Wiedergänger der Nut Bush Farm, übers. u. mit einem Nachwort von Heiko Postma (JMB Verlag, Reihe: Kabinett der Phantasien, 2020)
- The Old House in Vauxhall Walk (1882)
- Old Mrs Jones (1882)
- The Open Door (1882)
- Sandy the Tinker (1882)
- Walnut-Tree House (1882)
- The Last of Squire Ennismore (1888)
- A Terrible Vengeance (1889)
- Why Dr Cray Left Southam (1889)
- Conn Kilrea (1899)
- The Rusty Sword (1893)
- Diarmid Chittock’s Story (1899)
- Handsome Phil (1899)[20]

### Erzählungen in Sammelbänden
- Frank Sinclair’s Wife: And Other Stories (1874)
- Weird Stories (1882)
- Idle Tales (1887)
- Princess Sunshine: And Other Stories (1889)
- Handsome Phil: And Other Stories (1899)[20]